# Ferdinand Heine
Ferdinand Heine (Halberstadt, 9 de marzo de 1809 - ibíd. 28 de marzo de 1894) fue un ornitólogo, taxónomo, y recolector alemán.

## Biografía
Su padre Jacob Gottlieb Heine (1759-1836) fue Consejero de la Judicatura y poseía algunas tierras. Ferdinand estudió como sus dos hermanos mayores en Jura; y tomó un puesto en el Tribunal Regional Superior. Después de la muerte del padre, los tres hermanos compraron en 1836 el convento de San Burchardt (Burchardikloster) en Halberstadt, añadiendo una fábrica de azúcar más tarde y destilería.
Se casó en 1839; en 1840 nació el más joven de los ocho hijos Ferdinand Heine Junior, que más tarde pasó a trabajar en la colección de aves y se hizo cargo de su seguridad. Hasta la década de 1860, amasó una gran colección privada de aves en el siglo XIX, poseía 15.000 libros y 27.000 especímenes de historia natural. Este se encuentra ahora, y es la base del museo ornitológico de Halberstadt Heineanum en Halberstadt. Jean Cabanis escribió sobre esa colección en  Museum Heineanum. Verzeichniss der ornithologischen Sammlung des Oberamtmann Ferdinand Heine, Gut auf St. Burchard vor Halberstadt  (1851).

## Obra

### 1850-1851
- Con Jean Cabanis. Museum Heineanum: Verzeichniss der ornithologischen Sammlung des Oberamtmann Ferdinand Heine, auf Gut St. Burchard vor Halberstadt, Museum Ornithologium Heineanum
  - Parte I die Singvögel (1850-1851)

### 1859-1860
- Cabanis, J.; Heine Sr., F. (1859-1860). Verzeichniss der ornithologischen Sammlung des Oberamtmann Ferdinand Heine, auf Gut St. Burchard vor Halberstadt. Museum Heineanum (en alemán) II. Theil, die Schreivögel enthaltend. [1–2] pp. 1-176. Halberstadt: R. Frantz. Disponible en Biodiversitas Heritage Library. doi:10.5962/bhl.title.112135.

## Abreviatura (zoología)
La abreviatura Heine  se emplea para indicar a Ferdinand Heine como autoridad en la descripción y taxonomía en zoología.

## Literatura
- NDB Heine, Jakob Gottlieb Ferdinand, de Alfred Lein

- Bernd Nicolai, Renate Neuhaus, Rüdiger Holz. Museum Heineanum, Geschichte und Bedeutung, Halberstadt 1994.

- Bo Beolens, Michael Watkins. Whose Bird?: Common Bird Names and the People They Commemorate, Yale University Press, 2004, p. 73ff, ISBN 978-0300103595

- Ludwig Gebhardt. Die Ornithologen Mitteleuropas. AULA-Verlag, Wiebelsheim 2006, pp. 60f, ISBN 3-89104-680-4